# Улица Ясмуйжас
Улица Я́смуйжас (латыш. Jasmuižas iela) — улица в Латгальском предместье города Риги, в историческом районе Плявниеки. Начинается от перекрёстка с улицей Андрея Сахарова как продолжение улицы Руденс; пролегает внутри микрорайона Плявниеки-2, преимущественно в восточном направлении. Затем улица меняет направление на северное и заканчивается пересечением с улицей Бралю Каудзишу, продолжаясь далее как улица Улброкас. С другими улицами не пересекается.

## История

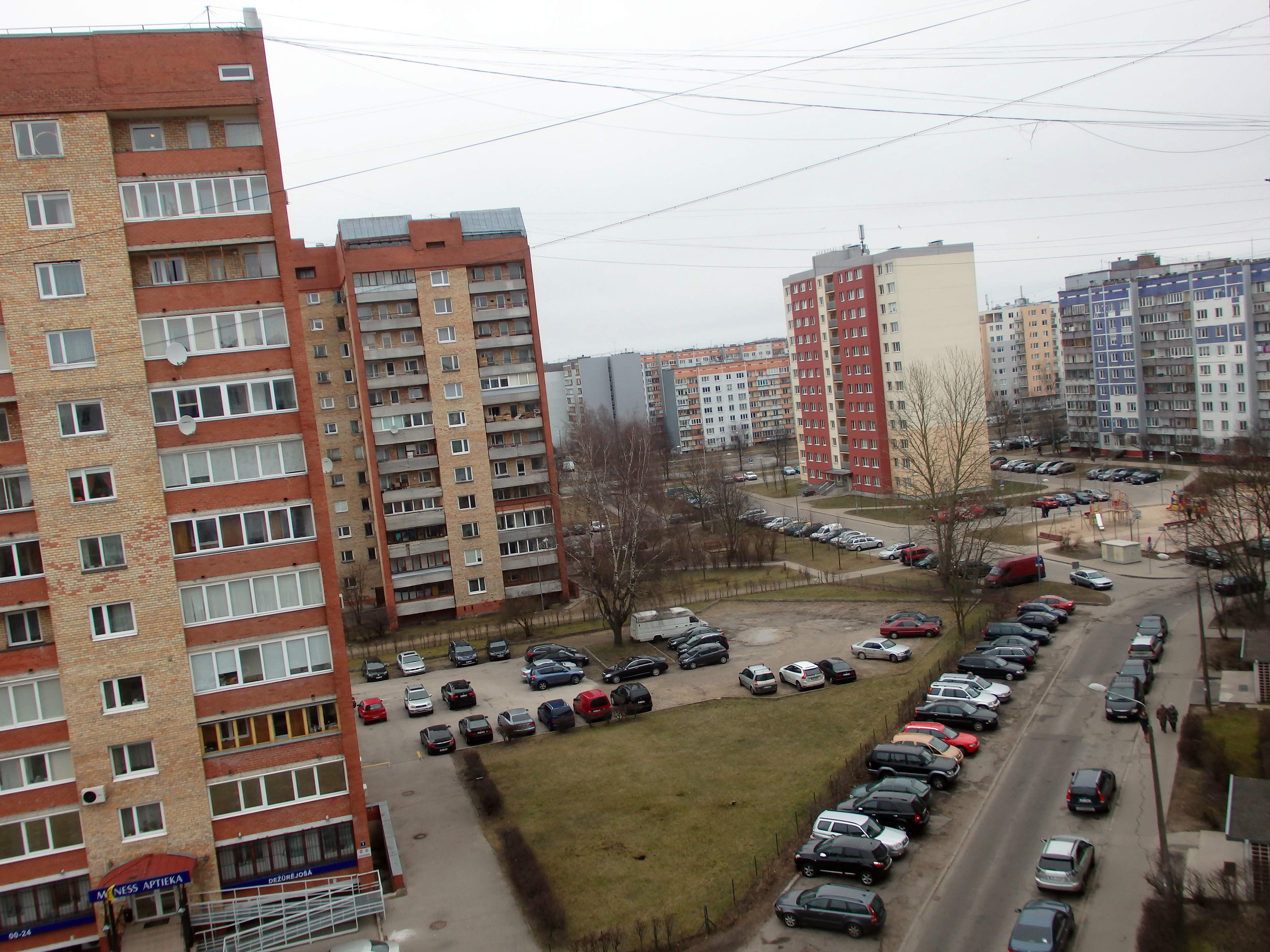
Вид на ул. Ясмуйжас и прилегающий район

Улица Ясмуйжас была проложена в 1983 году под названием улица Роберта Эйдемана (латыш. Roberta Eidemaņa iela) — в честь советского военачальника, уроженца Валкского уезда. В 1991 году улица получила современное название — в честь усадьбы Ясмуйжа (латыш. Jasmuiža, ныне в составе села Айзкалне), связанной с именем Райниса. С 1883 по 1891 год эту усадьбу арендовал Кришьянис Плиекшанс, отец поэта, и здесь молодой Райнис проводил летние каникулы. В настоящее время в усадьбе организован мемориальный музей Райниса. Других переименований улицы не было.
На улице преобладает жилая, преимущественно типовая 9-12-этажная застройка; имеются также магазины и предприятия бытового обслуживания (дома № 7А и 9А). В конце улицы в 2003—2004 годах построены два 3-этажных жилых дома (№ 22 и 24) по индивидуальным проектам. По индивидуальному проекту построен также дом № 18 k-1 (2007 год).

## Транспорт
Общая длина улицы Ясмуйжас составляет 867 метров. На всём протяжении имеет асфальтовое покрытие, разрешено движение в обоих направлениях. Средняя ширина проезжей части — около 7,5 метров. Почти на всём протяжении имеет статус жилой зоны. Общественный транспорт по улице не курсирует.